# Грюш
Грюш (нем. Grüsch) — коммуна в Швейцарии, в кантоне Граубюнден.
Входит в состав округа Преттигау-Давос. Население составляет 1256 человек (на 31 декабря 2006 года). Официальный код — 3961.
В 2011 году включила в свой состав коммуны Вальцайна и Фанас. 